# Ordino
Ordino (katalánská výslovnost: [urˈðinu]IPA) je nejsevernější ze sedmi farností Andorrského knížectví. Centrem regionu je stejnojmenné město – Ordino, které leží na svahu hory Casamnya, v přibližném středu Andorry. V roce 2015 zde žilo okolo 4 500 obyvatel.
Rozloha farnosti činí 90 km². Sousedí s farnostmi La Massana, Canillo, Encamp. Na severu sdílí hranici s Francií. Nachází se zde Národní park Sorteny.
Od roku 1983 se ve městě Ordino koná každý říjen festival klasické hudby, založený španělským kytaristou Narciso Yepesem.

## Města a obce ve farnosti Ordino
| Sídlo        | Obyvatel (2015) |
| ------------ | --------------- |
| Ansalonga    | 25              |
| Arans        | 100             |
| La Cortinada | 809             |
| Llorts       | 90              |
| Ordino       | 2 865           |
| Segudet      | 25              |
| El Serrat    | 20              |
| Somàs        | 20              |